# Supa (rapper)
Supa, noto anche come Cush o SuperCush o Victor Laszlo, pseudonimo di Fabrizio Nano (Stresa, 7 giugno 1973), è un rapper italiano, noto per essere uno dei componenti del gruppo Cricca Dei Balordi.

## Biografia
Nel 1992 inizia la collaborazione con Rido nel gruppo Cracka Posse, nome iniziale dei Cricca Dei Balordi. Girano con DJ Double T, che li segue sui palchi durante i live. Con Rido partecipa a Sanobusiness V.M. 18, un mixtape che vede la partecipazione di artisti come i Sottotono e Bassi Maestro. Nel 1996 pubblicano Fondazione Cracka, demo con Double T. Sempre con Rido entra nel collettivo Sano Business, pubblicando l'EP The Micragnous EP (1997) e realizzando anche Underground Troopers (1998), Ninja Rap (2000) e Musi (2002). Partecipa inoltre a svariati featuring nella scena hip hop italiana e a quasi tutti gli album solisti di Bassi Maestro.
Nel 2005 Supa ha pubblicato il suo primo album da solista, intitolato No Delay e contenente 16 brani, di cui alcuni incisi in collaborazione con Mondo Marcio, Rido, Fabri Fibra, Esa, Dafa e Magenta. Nel 2007 pubblica insieme ai Sano Business l'album Crossover, a cui partecipano Babaman, Piotta e Le Bambole di Pezza. Collabora poi con i Crookers col pezzo Amico Del Synth-yo.
Supa, Bassi Maestro e Lord Bean nel 2008 hanno formato la nuova crew The Dublinerz. Il loro disco, dal titolo Low Cost Raiders, è uscito il 20 settembre 2008. Il disco ha 14 tracce, di cui 3 sono Skit. Nel 2009 collabora con Fabri Fibra nell'album Chi vuole essere Fabri Fibra? nel pezzo "10 euro in tasca". Il 1º maggio 2009 esce Zeitgeist, il mix-album di DJ Nais che vede la collaborazione di Supa con 2 pezzi (Zeitgeist e Addendum), curando anche la grafica ed il concept del lavoro. Nel 2009 collabora anche al disco di Bassi Maestro e Babaman - La lettera B nella traccia "Ad ogni costo" insieme anche ad Ensi.
Nel dicembre 2009 esce l'EP "Pre-Dico Il Vero" in free-download che anticipa l'album in uscita nel 2010 "Dico Il Vero". Il 16 luglio 2010 pubblica "Dico Il Vero", secondo album solista del rapper.  Nell'agosto 2010 collabora con Vacca ed Entics nel brano "Featuring", acquistabile esclusivamente su I-tunes. Nel settembre 2010 collabora nel mixtape di DJ Nais dal titolo *Sonocazzimiei - Mixtape in ben due tracce (un inedito ed un freestyle) ed il 25 settembre 2010 Supa, accompagnato da DJ Nais, partecipa al festival musicale Woodstock 5 Stelle organizzato a Cesena dal blog di Beppe Grillo e trasmesso dal canale televisivo nazionale Play.me, che proprio con questa diretta aprì la neonata emittente. I due avevano già dimostrato simpatia nei confronti del Movimento 5 Stelle dedicandogli il brano "Ognuno Vale Uno" contenuto nell'album "Dico Il Vero".
Il 1º dicembre 2011 esce un singolo inedito sul suo canale YouTube dal titolo "Mai Visto". Nel novembre 2012 esce "Indipendente Mixtape" un album su strumentali edite, scaricabile gratis dall'indirizzo www.supercush.com
Nel 2017 pubblica Progetto Segreto, un album in collaborazione con Bassi Maestro. In una traccia dell'album (Stanza 237), c'è anche il rapper Fabri Fibra.

## Curiosità
Supa è stato il direttore della sede milanese "Moveout", negozio di abbigliamento e dischi dell'etichetta "Vibrarecords" dalla fondazione nel 2005, fino al 2010.

## Discografia

### Da solista
- 2005 – No Delay
- 2010 – Dico il vero
- 2012 – Indipendente Mixtape
- 2017 – otergeS ottegorP (con Bassi Maestro)

### Con i Cricca Dei Balordi
- 2000 – Ninja Rap
- 2002 – Musi

### Con i Sano Business
- 1998 – Underground Troopers
- 2007 – Crossover

### Con i Dublinerz
- 2008 – Low Cost Raiders

### Altre collaborazioni
- 2009 – DJ Nais feat. Supa - Zeitgeist (da Zeitgeist)
- 2009 – DJ Nais feat. Supa & J. Krishnamurti - Addendum (da Zeitgeist)
- 2009 – DJ Nais feat. Supa - Outro (da Zeitgeist)